# Cortinarius tabacinus
Cortinarius tabacinus är en svampart som beskrevs av P.D. Orton 1984. Cortinarius tabacinus ingår i släktet Cortinarius och familjen spindlingar.   Inga underarter finns listade i Catalogue of Life.